# (1309) Hyperborea
(1309) Hyperborea – planetoida należąca do zewnętrznej części pasa głównego asteroid okrążająca Słońce w ciągu 5 lat i 269 dni w średniej odległości 3,2 au. Została odkryta 11 października 1931 roku w Obserwatorium Simejiz na górze Koszka na Półwyspie Krymskim przez Grigorija Nieujmina. Nazwa planetoidy pochodzi od Hiperborei, mitycznej krainy w mitologii greckiej. Przed nadaniem nazwy planetoida nosiła oznaczenie tymczasowe (1309) 1931 TO.